# اولها شلیاخوا
اولها شلیاخوا (انگلیسی: Olha Shliakhova؛ زادهٔ ۸ آوریل ۱۹۷۶) بازیکن زن بسکتبال اهل اوکراین بود.